# Adenophora kayasanensis
Adenophora kayasanensis là loài thực vật có hoa trong họ Hoa chuông. Loài này được Siro Kitamura mô tả khoa học đầu tiên năm 1936.